# Selci (Chorwacja)
Selci – wieś w Chorwacji, w żupanii osijecko-barańskiej, w gminie Bizovac. W 2011 roku liczyła 13 mieszkańców.